# سادات‌لی
سادات‌لی (به ترکی آذربایجانی: Sadatlı) یک منطقه مسکونی در جمهوری آذربایجان است که در شهرستان جلیل‌آباد واقع شده است.

## جمعیت
سادات‌لی ۷۳۱ نفر جمعیت دارد.